# Fonovel
Fonovel – polski zespół rockowy powstały we wrześniu 2009 w Łodzi, założony przez muzyków wywodzący się ze grup takich jak: L.Stadt, Radiev, 19 Wiosen, Blisko Pola, Lostenfound, Been Zeen, Przejście. Działa w charakterystycznym trzyosobowym składzie z wokalistą grającym na perkusji.
7 marca 2011 zespół wydał pierwszy album Good Vibe. Jego członkowie występowali na wielu festiwalach, m.in. SXSW (Austin, USA), Heineken Open’er Festival, Off Festival, Coke Live Music Festival.

## Skład
- Radek Bolewski – wokal, perkusja
- Dominik Figiel – gitara
- Paweł Cieślak – minimoog

## Dyskografia
- Good Vibe (2011, S.P. Records)
- Różowy album (2013)